# Dinya László
Dinya László (Endrőd, 1949. augusztus 13. –) mezőgazdasági gépészmérnök, egyetemi tanár. A Magyar Agrár- és Élettudományi Egyetem emeritus professzora. 

## Életpályája
Tanulmányait az általános iskolában Endrődön (ma: Gyomaendrőd) kezdte, és a Gyomai Gimnáziumban folytatta. Érettségi után 1967-ben felvették a Gödöllői Agrártudományi Egyetem (ma: Magyar Agrár- és Élettudományi Egyetem, MATE) Mezőgazdasági Gépészmérnöki Karára. Egyéves (egyetemi előfelvett) katonai szolgálatot követően 1968-ban kezdte tanulmányait, és 1973-ban szerzett oklevelet. Tudományos diákköri hallgatóként egy akkoriban igen újnak számító határterülettel (a számítástechnika üzemszervezési alkalmazási lehetőségeivel) foglalkozott, és diplomadolgozata is erről szólt.
Az oktatói-kutatói munka iránti érdeklődése (és a szülőföld vonzása) miatt elfogadta a Debreceni Agrártudományi Egyetem (DATE) Mezőgazdasági Főiskolai Kara (Szarvas) hívását, ahol tanársegédként kezdett dolgozni. Választott szakterületén tovább kutatva és publikálva 1976-ban egyetemi doktori címet szerzett a DATE-n, majd 1978-ben elnyerte a Magyar Tudományos Akadémia 3 évi kutatásra szóló aspiránsi ösztöndíját. Ennek befejeztével 1982-ben (33 évesen) a Magyar Tudományos Akadémián megvédte kandidátusi értekezését, és elnyerte a tudományok kandidátusa (CSc.) minősítést. Visszatért munkahelyére egyetemi docensi munkakörbe, majd 1983-ban elvállalta a GATE Mezőgazdasági Gépészeti Főiskolai Kara (Mezőtúr) felkérését tudományos igazgatóhelyettesi munkakörre, tanszékvezető főiskolai tanári kinevezéssel. 1987-ben meghívást kapott a Kertészeti és Élelmiszeripari Egyetem (KÉE-Budapest) Élelmiszeripari Főiskolai Karára (ÉFK-Szeged), ahol tudományos főigazgatóhelyettes, és tanszékvezető egyetemi tanár lett. 1990-ben megválasztották az ÉFK főigazgatójának, majd ezzel párhuzamosan egy évvel később kinevezték a KÉE rektorhelyettesének is.
Ebben az időben a rendszerváltás nyomán intenzíven megindult a felsőoktatásban is az autonóm civil szakmai érdekképviseletek szerveződése. Dinya László az agrárfőiskolák képviseletében alapító elnökségi tagja lett a több mint 40 főiskolát tömörítő Főiskolai Főigazgató Konferenciának (FFK). Ezzel párhuzamosan (1992-ben) az FFK delegálta a magyar főiskolák képviseletében a brüsszeli székhelyű Európai Főiskolák Szövetségébe (EURASHE). Itt egy év után az elnökség tagja lett, majd 1996-2000 között az EURASHE választott alelnöke volt. Az itthon megalakuló Felsőoktatási Tudományos Tanácsba (FTT) szintén tagként delegálta az FFK. A magyar felsőoktatást új alapokra helyező 1993. évi felsőoktatási törvény kidolgozásában a Magyar Rektori Konferencia (MRK) az FFK és az FTT delegáltjaival együtt  a kormányzattal folytatott kemény egyeztetések során  sikerült érvényesíteni az ágazati érdekeket, megvalósult a magyar felsőoktatás autonómiája. Vélhetően az érdekvédő szerepvállalásnak tudható be, hogy 1994-ben az FFK elnöke lett, és amikor 1994 végén oktatási miniszterváltás történt, az új miniszter felkérte a felsőoktatási és kutatási helyettes államtitkári posztra. 1995-1998 között dolgozott a Művelődési és Közoktatási Minisztériumban (MKM) helyettes államtitkárként, majd a mandátum végeztével visszatért Szegedre, a József Attila Tudományegyetem (JATE) Gazdaságtudományi Karára tanszékvezető egyetemi tanárnak. Egyidejűleg az új miniszter kinevezte miniszteri tanácsadójának. 2000-ben munkahelyet váltott, a főiskolai szektorhoz kötődése okán a Szent István Egyetem (SZIE-Gödöllő) Mezőgazdasági Főiskola Kara (Gyöngyös) meghívására tudományos főigazgatóhelyettes és tanszékvezető egyetemi tanár lett. Továbbra is számos felsőoktatási szakmai testület munkájában vett részt. 2002-2006 között megbízást kapott az oktatási minisztertől, hogy alapító elnökként irányítsa a Nemzeti Bologna Bizottságot, és képviselje Magyarországot a Nemzetközi Bologna Bizottságban (BFUG), amelynek feladata volt az egységes európai felsőoktatás kialakítása. Egyidejűleg kinevezte az FTT elnökének is.
2002-től máig a fenntarthatóságot célzó számos hazai és nemzetközi K+F+I programban dolgozott és dolgozik. 2014-től innovációs igazgatóként, és az akkor integrált Eszterházy Károly Egyetem (Eger) szenátusi korelnökeként végezte munkáját Gyöngyösön, majd 70 évesen nyugdíjba vonulva 2019-ben emeritus professzor lett. 2020-ban a gyöngyösi intézmény Károly Róbert Campus néven tagja lett a Magyar Agrár- és Élettudományi Egyetem (MATE) országos hálózatának. Dinya László pedig aranydiplomás emeritus professzorként, több egyetemi testületben és az oktatásban-kutatásban dolgozik ma is.

## Oktatási tevékenysége
Dinya László oktatói tevékenysége számos szakterülethez kötődik: agrárökonómia, üzemszervezés, vezetéstudomány, a menedzsment számos területe, nonbusiness marketing, fenntartható szervezeti működés, helyi és térségfejlesztés.
Öt évtized alatt összesen mintegy 30 tantárgyat oktatott alap- mester- és PhD-szinten, nappali és levelező tagozaton, számos intézményben: DATE-MGFK-Szarvas, GATE-MGFK-Mezőtúr, KÉE-ÉFK-Szeged, KÉE-Budapest, JATE (majd: SZTE)-Szeged, SZIE-MGFK (majd: Károly Róbert Főiskola)-Gyöngyös, BME-Budapest). A tárgyak többségét már angolul is a külföldi diákoknak. Három felsőoktatási intézményben választották meg a diákok (titkos szavazással) az „Év Tanárának”:
- 1983: DATE-MGFK, Szarvas („A Legjobb Tanár””)
- 1986: GATE-MGFK, Mezőtúr („Az Év Tanára”)
- 1989: KÉE-ÉFK, Szeged („Magister Optimus”)

Dinya László öt évtized során mintegy 13 ezer diákot oktatott és vizsgáztatott hét felsőoktatási intézményben. Folyamatosan aktív közreműködője a tudományos diákköri mozgalomnak: számos diákja szerepelt sikeresen (szerzett díjat, helyezést) az Országos Tudományos Diákköri Konferenciákon (OTDK). Állandó résztvevője a kétévente sorra kerülő konferenciák szervezésének, illetve lebonyolításának (helyi szervezések, bíráló bizottsági elnökségek, tagságok). Számos elismerést kapott oktatási, illetve felsőoktatás szervezési és érdekképviseleti tevékenységéért.

## Díjak
- 1993: Debreceni Orvostudományi Egyetem -„Jubileumi Emlékérme”
- 1996: Bessenyei György Tanárképző Főiskola - „Bessenyei Emlékérem”
- 1997: GATE Mezőgazdasági Főiskolai Kara - „A Kar Tiszteletbeli Polgára” cím
- 2003: Vám- és Pénzügyőrség országos Parancsnoka - „Vám- és Pénzügyőrségért  Érem Arany Fokozata”
- 2005: Országos Tudományos Diákköri Tanács - „OTDT Arany Kitűző”
- 2011: Országos Tudományos Diákköri Tanács - „XXX. Jubileumi OTDK Emlékérem”
- 2012: Károly Róbert Főiskola - „Károly Róbert Aranygyűrű”
- 2012: Szegedi Tudományegyetem Mérnöki Kara - „A Mérnöki Kar Díszpolgára” cím
- 2018: Eszterházy Károly Egyetem - „Pro Academia Agriensi” díj
- 2019: Eszterházy Károly Egyetem - „Professor Emeritus” cím

### Kormánykitüntetések
- 2004: Magyar Köztársaság Elnöke - A Magyar Köztársasági Érdemrend lovagkeresztje kitüntetés
- 2010: Magyar Köztársaság Oktatási és Kulturális Minisztere - „Magyar Felsőoktatásért Emlékplakett” kitüntetés

### Egyetemi tanári kinevezések
- 1993: KÉE-ÉFK, Szeged
- 1997: KÉE-Budapest
- 1998: JATE-Szeged
- 2000: BME-Budapest
- 2000: SZIE-MGFK-Gyöngyös

## Szakmai tudományos tevékenysége
Kutatómunkáját 1973-tól máig a részben oktatott tantárgyaival megegyező, részben alkalmazott innovációs fejlesztéseket célzó projektek keretében végezte. Az eddig elért eredményekből összesen 618 publikációja van (folyóiratcikkek, könyvek, és jelentős részben konferenciacikkek). Gyakorlati hasznosításuk a különféle pályázatos finanszírozású, illetve megbízásos projektekben megvalósult, illetőleg beépült a  Dinya László általa alapított és irányított InWest-2000 (svájci-magyar) innovációs és vezetési tanácsadó cég három évtizedes tevékenységébe (1993-2023). Ezzel összefüggésben különböző cégek tisztségviselőiként is dolgozott („Pick Szeged Rt.” igazgatósági tagja, „Baranyatej Rt.” igazgatósági elnöke, „Megújuló Hangya-2010 Szövetkezet” igazgatósága, „Bioenergetikai Innovációs Klaszter” elnöke stb.). 1998-tól regisztrált marketing szakértő, illetve regisztrált EU-szakértő a felsőoktatásban. A rendszerváltástól kezdődően több mint 60 ország egyetemein töltött hosszabb-rövidebb időt K+F+I programok, illetve ösztöndíjas továbbképzések keretében, széleskörű nemzetközi kapcsolatrendszert kiépítve gyakorlatilag bejárva a világot. Ebben sokat jelentett, hogy beszél angol, német és orosz nyelven .
Tudományszervezői munkája hasonlóan sokirányú. Több hazai és nemzetközi folyóirat szerkesztő bizottságában volt (és végez ma is) munkát. Emellett négy évtizeden át felsőoktatási intézmények tudományos – kutatási tevékenységéért felelős felsővezetőként folyamatosan hazai és nemzetközi konferenciák, tanácskozások szervezéséért volt főfelelős.
A Magyar Tudományos Akadémia (MTA) köztestületi tagja 1982-től, és több egyetem doktori iskolájában tag, illetve oktató. Az utóbbi négy évtized során több mint 120 PhD (korábban: egyetemi doktori, kandidátusi) tudományos minősítési eljárásban volt felkért bizottsági tag, opponens, vagy elnök (itthon, illetve külföldön). Beszél angolul, németül oroszul, és több mint hatvan országban volt külföldi tanulmányúton, ezen belül tartott előadásokat, vagy vett részt szakmai továbbképzésen. 
Képesítést adó továbbképzések a következők:
1979: Тимирязевская Cельскохозяйственная Aкадемия – Moszkva (számítástechnika az agráriumban)
1981: Universität Hohenheim – Stuttgart (számítógépes gazdaságmodellezés)
1989: University College - Dublin (marketing és menedzsment)
1992: State University New York (SUNY) – Buffalo (minőségmenedzsment) 
1994: Seoul National University – Graduate School of Business – Szöul (innovációmenedzsment)  
2001: Universidade do Porto – Portó (stratégiai menedzsment)
Oktatásfejlesztő munkájában  a fontosabb eredmények:
- KÉE-ÉFK Szeged: a „Vállalkozó-menedzser” szak engedélyeztetése és megindítása (1993)
- KÉE-ÉFK Szeged: az első üzleti „MBA-képzés” megindítása Dél-Magyarországon a Business School – Metz (Franciaország) együttműködésével (1993)
- SZIE-MGFK Gyöngyös: a „Nonbusiness menedzsment” BSc-szak megalapítása és elindítása (2002)

### Kutató-fejlesztő munkájához kapcsolódó szakmai és tudományos elismerések
- 2002: Szlovák Mezőgazdasági Akadémia - „Tudományos Emlékérem”
- 2013: Heves Megyei Közgyűlés – „Telekessy István Területfejlesztési Díj”
- 2016: Heves Megyei Kereskedelmi és Iparkamara – „Heves Megye Innovatőre” díj
- 2019: Magyar Innovációs Szövetség - „Elismerő Oklevél” többéves választmányi tevékenységért
- 2019: VOSZ Heves Megyei Elnöksége – „Heves Megyei Prima Primissima Díj” a Magyar Tudomány kategóriában[3]